# Denise Mitchell

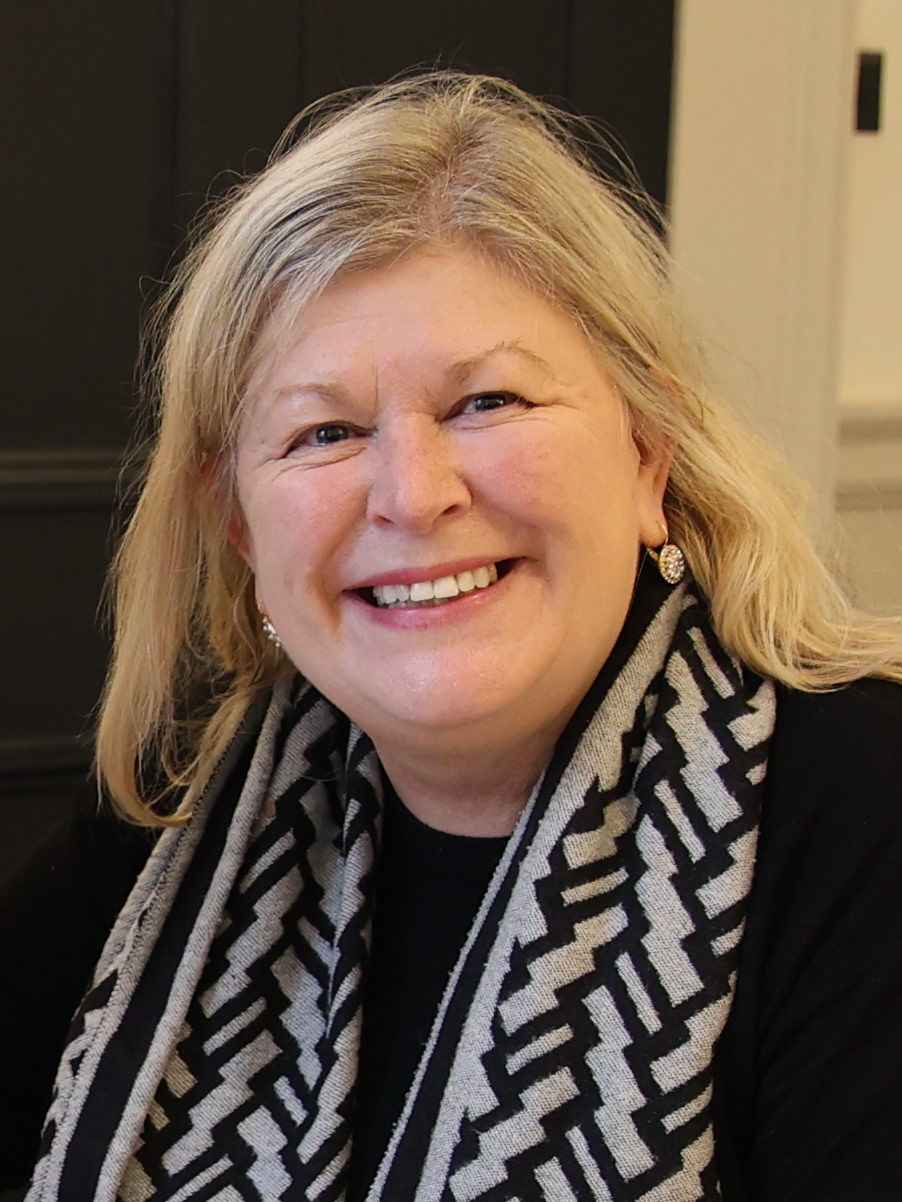
Denise Mitchell (2024)

Denise Mitchell (* 22. November 1976 in Coolock, Dublin, Irland) ist eine irische Politikerin der Sinn Féin. Seit 2016 ist sie Teachta Dála im irischen Unterhaus Dáil Éireann.

## Leben
Denise Mitchell arbeitete zunächst in der Textilbranche und wurde bereits Anfang der 1990er Jahre Mitglied der Sinn Féin. Dort wurde sie gewerkschaftliche Vertrauensperson. In gleicher Funktion war sie später bei Firmen der Techbranche tätig. Ab 2014 engagierte sie sich in der Rekommunalisierung der Wasserversorgung (Right2Water). Im gleichen Jahr wurde sie in den Dublin City Council gewählt.
Bei den Wahlen zum Dáil Éireann 2016 trat sie im Wahlkreis Dublin Bay North an und wurde gewählt. 2020 und 2024 konnte sie ihren Erfolg wiederholen.

## Privates
Denise Mitchell ist seit 2007 mit Alan Moran verheiratet, mit dem sie sechs Kinder hat. 